# Энфрит (король Берниции)
Энфрит (др.-англ. Eanfrith; 590 — октябрь 634) — король Берниции в 633—634 годах из династии Идингов.

## Биография
Энфрит был сыном короля Нортумбрии Этельфрита и его первой жены Беббы. После смерти отца в 616 году Энфрит бежал вместе со своими сводными братьями Освальдом и Освиу в Королевство пиктов, где все трое приняли христианство.
Когда король Нортумбрии Эдвин погиб в октябре 633 года в сражении при Хэтфилде, Энфрит вернулся на родину и был провозглашён королём Берниции, тогда как Дейра перешла под власть двоюродного брата Эдвина Осрика. По свидетельству Беды Достопочтенного, вступив на престол Энфрит отошёл от христианства и вернулся к язычеству. Вероятно, первое время Энфрит поддерживал союзные отношения с королём Гвинеда и сильнейшим монархом Северной Англии Кадваллоном ап Кадваном, однако вскоре между ними произошёл разрыв. Согласно «Церковной истории народа англов» Беды Достопочтенного, когда Энфрит прибыл к Кадваллону в октябре 634 года «всего с двенадцатью верными людьми для заключения мира», король бриттов убил его. Берниция, как и Дейра немного ранее (летом того же года), оказались под властью Кадваллона ап Кадвана.
Известно, что Энфрит был женат на пиктской принцессе, сестре короля Нехтона II. В этом браке родился унаследовавшего пиктский престол в 653 году Талоркан I. Возможно, что дочь Энфрита была замужем за королём Стратклайда Бели ап Нехтоном.